# Muhammed Baltadji pascha
Muhammed Baltadji pascha, född omkring 1660, död 1712, var en turkisk storvesir.
Efter att ha fått sin utbildning i baltadjikåren var Muhammed pascha 1704-06 storvesir men avsattes sistnämnda år och förvisades till Lemnos. Han togs snart åter till nåder och blev 1710 på nytt storvesir och överbefälhavare i kriget mot Ryssland, där han mot Karl XII:s önskan lät tsar Peter slippa undan mot att Azov återlämnades till turkarna. Han avsattes i november 1711, förvisades åter och dog i landsflykt. Turkiska historiska källor anser, att Muhammed pascha tagit mutor i kriget mot Ryssland och så låttit ryssarna slippa undan för billigt pris. Detta framgår dock inte med säkerhet av andra källor.